# Frances Elizabeth Quinn
Frances Elizabeth Quinn là một người lính Liên bang miền Bắc nguyên quán Ireland, từng chiến đấu trong cả bộ binh và kỵ binh thời kỳ Nội chiến Mỹ. Cô nhập ngũ hơn năm lần riêng biệt trong suốt cuộc chiến và đất nước. Lần nào cô cũng bị phát hiện là phụ nữ và buộc phải xuất ngũ.

## Thân thế
Cha mẹ Quinn di cư từ Ireland đến La Moille, Illinois khi cô mới ba tuổi. Không lâu sau khi đến Illinois, mẹ cô sinh ra một người anh trai tên là Thomas, sau đó cha mẹ đều qua đời, để lại bọn trẻ cho hai gia đình riêng biệt chăm sóc. Frances trở thành cô con gái thay thế của nhà Reno và là cháu gái thay thế của Jesse Lee Reno, trong khi anh trai cô trở thành thành viên của nhà Cokeley. Khi Quinn tròn 12 tuổi, cô được gửi đến học trong một tu viện ở bang Virginia. Cô quay lại La Moille thì phát hiện anh trai cô đã bỏ trốn để gia nhập quân đội Liên bang miền Bắc năm 14 tuổi, thuộc Trung đoàn 52 Bộ binh Illinois. Quinn quyết tâm không để mình bị bỏ rơi và cũng quyết định nhập ngũ dù mới mười sáu tuổi.

## Nội chiến Mỹ
Quinn lấy tên là B. Frank Miller và gia nhập đơn vị ba tháng ở Indiana, cải trang thành nam giới. Tháng 7 năm 1862, cô gia nhập Trung đoàn 2 Kỵ binh Tình nguyện Tennessee rồi gần như được giải ngũ ngay lập tức. Tháng 8 năm 1862, cô gia nhập Trung đoàn 90 Bộ binh Illinois dưới một cái tên khác. Tháng sau, cô bị Đại tá Timothy O'Meara phát hiện và bị cách chức. Đối mặt với ông ấy, cô đặt "tên thật" của mình là Eliza Miller. Cô nhập ngũ lần thứ tư, cố gắng ở lại đủ lâu để tham chiến trong Trận sông Stones vào ngày 31 tháng 12, sau bị bắn vào vai và giới tính của cô bị phát hiện lần thứ ba. Cô bèn bỏ đi tới Bowling Green, Kentucky tìm được một trung sĩ tuyển quân và gia nhập một sư đoàn kỵ binh trên cương vị là lính đánh xe ngựa. Trong khi làm nhiệm vụ, cô tình cờ gặp một nữ quân nhân khác mà cô đã quen trong thời gian ngắn ở Đội Kỵ binh số 2, người này tên là Frank Morton, bí danh Sarah Bradbury. Cả hai người được cho là say rượu và ngã xuống một con sông gần đó, rồi bị buộc tội vì hành vi gây mất trật tự trong quân đội. Cả hai đều không nói cho sĩ quan biết họ quen nhau như thế nào và bị phát hiện là phụ nữ. Tướng Sheridan hay tin đó bèn ra lệnh cho họ phải mặc váy rồi cung cấp phương tiện đưa họ trở về nhà, Quinn tự đưa ra cho mình một bằng chứng ngoại phạm mới, tự xưng là Ellie Reno, cháu gái của Jesse Reno. Cô trở về nhà, nhưng vào tháng 4 năm 1863, cô hay tin rằng anh trai mình đã hy sinh trong trận Shiloh. Quá đau buồn, cô bèn gia nhập quân đội dưới cái tên Frank Martin, sau cùng trở thành người phụng sự Tướng Jeremiah Boyle. Cô đã rất thành công khi đưa quân nổi dậy đến nhà tù Quân đội Liên bang ở Louisville, Kentucky và được thuê làm nhiệm vụ nhẹ tại doanh trại nhà tù. Cô gây ấn tượng với Tướng Boyle và trở thành nhân vật được yêu thích của Trung đoàn 25 Bộ binh Tình nguyện Michigan cũng đang làm việc ở đó. Thật không may, một người lính đã nhận ra cô là phụ nữ và cô lại một lần nữa được giải ngũ. Cô đã viết một lá thư cho Tổng thống Abraham Lincoln, cầu xin ông tha thứ và cho phép mình tiếp tục tham chiến.
Tôi không muốn ngài nghĩ rằng thực gan dạ khi tôi viết cho ngài vì tình yêu quê hương của mình. Tôi là người lính màu xanh đậm thực sự và vì lá cờ cao quý đó, tôi sẵn sàng hy sinh. Tôi đã ở trong quân đội gần một năm và tôi ước gì mình giải quyết được chuyện này, tôi sẵn sàng làm bất cứ điều gì để giúp đỡ hoặc hỗ trợ Chính phủ nằm trong khả năng của tôi đối với Đất nước của tôi. Tôi đã sống [không thể đọc được] và vì Đất nước của mình, tôi sẽ chết
-Ellie B. Reno (Frances Quinn)

Quinn sau đó được gửi đến chỗ Tướng Ambrose Burnside, rồi được vợ của một viên sĩ quan chăm sóc và nhận lời mời làm việc tại bệnh viện Louisville. Vào khoảng thời gian này, Quinn được cho là đã lấy một "vị Đại úy đẹp trai và hào hoa" mang họ Steward, đã chết ngay sau cuộc hôn nhân của họ. Tháng 10 năm 1863, Quinn trở lại quân đội, một lần nữa thuộc quyền Trung đoàn 90 Bộ binh Illinois dưới cái tên Frank Miller. Cô bị quân Liên minh miền Nam bắt ở Alabama và buộc phải đi bộ đến trại tù ở Atlanta, Georgia. Cô cố gắng trốn thoát nhưng bị quân địch bắn vào bắp chân và bị bắt lại. Trong tù, người ta phát hiện ra giới tính thực của cô và cô được đưa vào phòng tại một bệnh viện địa phương. Vết thương của cô bị nhiễm trùng và cô nằm ốm liệt giường suốt gần hai tháng trời. Ngày 17 tháng 2 năm 1864, quân đội Liên minh miền Nam mang cô ra trao đổi làm tù binh cho Quân đội Liên bang miền Bắc. Cô ở lại bệnh viện Nashville cho đến khi chân lành lại, sau đó nhận lương bổng và sinh sống ở Ohio cho đến khi chiến tranh kết thúc.

## Cuối đời
Ngày 12 tháng 8 năm 1866, Quinn kết hôn với Mathew Angel, một người lính thuộc Đội Pháo binh 2 Hạng nặng Ohio. Họ có hai con gái, tên là Maggie và Mary. Quinn chết vì chứng phù nề vào ngày 8 tháng 6 năm 1872, ở tuổi 25.

## Ngoại hình
Một phóng viên của tạp chí Louisville Journal từng mô tả Quinn là "Người nhỏ bé, với mái tóc màu nâu vàng, đôi mắt xanh và nước da rám nắng". Tướng Sheridan nói rằng cô ấy "thô lỗ và nam tính, với những đường nét to lớn...Cô ấy có thể dễ dàng được coi là một người đàn ông".:48